# Phylacteophaga amygdalini
Phylacteophaga amygdalini – gatunek błonkówki z rodziny Pergidae.

## Taksonomia
Phylacteophaga amygdalini została opisana w 1997 roku przez Z. B. Mayo, Andrew Austina i Marka Adamsa. Jako miejsce typowe podano rejon 1,5 km na północ od miasta Richmond na Tasmanii. Holotypem była samica.

## Zasięg występowania
Gatunek ten występuje na Tasmanii.

## Biologia i ekologia
Rośliną żywicielską jest Eucalyptus amygdalina z rodziny mirtowatych. Larwy minują liście, rozszerzając minę poza nerw główny.